# Concepción Calvillo Alonso
Concepción Calvillo Alonso (San Luis Potosí, 27 de noviembre de 1917-San Luis Potosí, 7 de mayo de 2023) también conocida como Conchita Calvillo, fue una activista social y política mexicana. Destacó en su lucha por la democracia electoral del estado de San Luis Potosí, acompañando en el mismo sentido a su esposo Salvador Nava Martínez y de forma posterior se involucró en múltiples esfuerzos de la sociedad civil.

## Biografía
Nació en la ciudad de San Luis Potosí el 27 de noviembre de 1917. Estudió hasta la secundaria en colegios religiosos. En 1940, a los veintitrés años de edad, contrajo matrimonio con el médico oftalmólogo Salvador Nava Martínez.
Salvador, inicialmente en compañía de su hermano Manuel Nava Martínez, respaldados por su creciente prestigio como profesional; se involucraron en la lucha social contra el cacicazgo que ejercía sobre San Luis Potosí Gonzalo N. Santos, respaldado por el gobierno federal y el Partido Revolucionario Institucional (PRI). A la muerte de Manuel Nava, Salvador asumió en solitario el liderazgo del movimiento que lo llevó en 1958 a ser elegido presidente municipal de San Luis Potosí como candidato independiente, ejerciendo el cargo a partir del 1 de enero de 1959. En esta lucha pronto destacó Conchita Calvillo por su participación y liderazgo.
En 1961, Salvador Nava intenta ser elegido gobernador de San Luis Potosí, primero tratando de ser candidato del PRI y luego independiente. El gobierno se negó esta vez a permitir su triunfo e impuso mediante un fraude al candidato santista, Manuel López Dávila; y, ante la protesta del doctor y sus partidarios los reprimió violentamente el 15 de septiembre de ese año en la plaza de Armas de la ciudad. Ahí, Nava y muchos de sus partidarios fueron detenidos. Ante la ausencia de su esposo, Conchita Nava asumió el liderazgo del movimiento y la defensa de los detenidos. Salvador Nava fue liberado en 1962, pero tras ser torturado, decide retirarse de la política. Sin embargo Conchita permaneció activa, fundando la asociación Fomento de Bienestar Social que se dedica a mejorar las condiciones de vida en las colonias de la ciudad de San Luis Potosí y que incrementaran en mucho la base social del navismo.
En 1982 Salvador Nava retornó a la lucha política fundando el Frente Cívico Potosino, protestando ahora contra el caciquizmo del gobernador Carlos Jonguitud Barrios y como candidato independiente es elegido por segunda vez presidente municipal de San Luis Potosí, asumiendo el 1 de septiembre de 1982 y culminando el 31 de agosto de 1985. Su gobierno se enfrenta consecutivamente a los intentos de bloqueo del gobernador Jonguitud y al fraude electoral cometido contra el candidato a sucederlo en 1985, Guillermo Pizzuto Zamanillo, que impuso el triunfo del priísta Guillermo Medina de los Santos. Las protestas de los navistas culminan con el incendio del palacio municipal de San Luis Potosí.
En las elecciones de 1991 Salvador Nava fue postulado candidato a gobernador por una coalición del Partido Acción Nacional (PAN), el Partido de la Revolución Democrática (PRD) y el Partido Demócrata Mexicano (PDM), enfretándose al candidato del PRI Fausto Zapata Loredo. Los resultados oficiales dieron el triunfo a Zapata, pero el navismo denuncia fraude electoral y el doctor inicia una marcha de protesta a la Ciudad de México. Zapata renunció a la gubernartura el 9 de octubre, tras ejercerla solo trece días y Nava suspendió su marcha. Falleció a causa de cáncer el 18 de mayo de 1992.
Ante el fallecimiento de su esposo, Conchita Calvillo asumió formalmente la dirigencia del movimiento, que se constituye como uno de los primeros partidos políticos de registro estatal en México con el nombre de Nava Partido Político y que la postuló como candidata a la gubernatura en las elecciones extraordinarias de 1993. Sin embargo no se logró reeditar la coalición de 1991, pues el PAN se separó y postuló a su propio candidato. Conchita recibió el respaldo además del NPP, del PRD y del PDM. En la elección se enfrentó candidato del PRI, su yerno Horacio Sánchez Unzueta, esposo de su hija Concepción Guadalupe Nava Calvillo y al del PAN, Jorge Lozano Armengol; logrando únicamente un 11.02 % de los votos, frente a 19.83 % del PAN y 64.92 % del PRI.
Calvillo Alonso se dedicó entonces a encabezar numerosas luchas de la sociedad civil en una multitud de causas, entre las que destacaron: entre 1994 y 1998, por petición del obispo Samuel Ruiz García, formó parte de la Comisión Nacional de Intermediación en el conflicto entre el Ejército Zapatista de Liberación Nacional y el gobierno mexicano; desde 1999 se integró a la lucha en contra del proyecto de Minera San Xavier; y en 2006 respaldó las denuncias de fraude electoral de Andrés Manuel López Obrador en las elecciones de ese año; a finales del mismo se reunió en Cerro de San Pedro con el subcomandante Marcos. En 2011 recibió el Premio Nacional Carlos Montemayor.
Falleció en la ciudad de San Luis Potosí el 7 de mayo de 2023 a la edad de ciento cinco años.